# برترام ماركوس
برترام ماركوس هو مبارز بالسيف كندي، (ولد في بيمبروك في كندا 1899 – 1960 م).

## وصلات خارجية
- برترام ماركوس على موقع أوليمبيديا (الإنجليزية)